# Peregocetus pacificus
Peregocetus pacificus (Перегоцетус тихоокеанський) — єдиний вид викопного роду китоподібних з підродини Protocetinae родини Protocetidae. Назва походить від латинських слів
pereger — «подорожувати за кордон» та cetus — «кит». Мешкав в середньому еоцені (42 млн років тому). Виявлено у 2011 році, описано у 2019 році Олів'є Ламбертом, палеонтологом з Королівського Бельгійського інституту природничих наук.

## Опис
Відомий лише голотип MUSM 3580 — частковий скелет, що складається щелепи з зубами, грудних, поперекових, крижових і хвостових хребців ребер і елементів грудини.
Має схожість з протоцетидами з Марокко і Нігерії. Завдовжки був близько 4 м. Тіло було видроподібне. Мав 4 доволі міцні лапи і потужний хвіст, схожий на хвіст видри і бобра. У нього були довга морда і невеликі трикутні копитця на лапах з перетинками між ними. Ніздрі були розташовані високо на голові. Наділений був гострими зубами.

## Спосіб життя
Вів життя земноводного: міг пересуватися суходолом й добре плавав. Полював на риби та ракоподібних.
На думку О.Ламберта, ймовірно, що Peregocetus pacificus спочатку повинен був повертатися на суходіл для народження дитинчат.

## Розповсюдження
Рештки знайдено на території південного Перу. Перший відомий чотириногий кит з Тихого океану і Південної півкулі. Це доводить, що предки Peregocetus pacificus з Африки перетнули Атлантичний океан в районі сучасної Центральної Америки. Цьому переміщенню сприяли західні течії і той факт, що в той час відстань між двома континентами було вдвічі менше, ніж сьогодні. Панамський перешийок ще не був сформований в еоцені, тому між Атлантичним океаном і Тихим океаном було відкрите море, протоцетиди могли б поширитися на західне узбережжя Південної Америки.